# Борован
Борован (болг. Борован) — село в Болгарии. Находится в Врачанской области, входит в общину Борован. Население составляет 2627 человек.

## Политическая ситуация
Борован подчиняется непосредственно общине и не имеет своего кмета.
Кмет (мэр) общины Борован — Петыр Тодоров Цветковски (Болгарская социалистическая партия (БСП)) по результатам выборов.

## Известные уроженцы
- Цанев, Георги (1895—1986) — болгарский критик, литературовед, народный деятель культуры Болгарии, академик Болгарской АН.